# Hacksaw Ridge: Zrození hrdiny
Hacksaw Ridge: Zrození hrdiny (v anglickém originále Hicksaw Ridge) je americko-australský životopisný válečný film z roku 2016. Režie se ujal Mel Gibson a scénáře Andrew Knight a Robert Schenkkan. Hlavní role hrají Andrew Garfield, Sam Worthington, Luke Bracey, Teresa Palmer, Hugo Weaving, Rachel Griffiths a Vince Vaughn.
Film měl premiéru na Benátském filmovém festivalu 4. září 2016 a do kin byl oficiálně uveden 3. listopadu 2016 v Austrálii a 4. listopadu 2016 ve Spojených státech amerických. Film obdržel pozitivní kritiku a vydělal přes 100 milionů dolarů. Na 89. ročníku Academy Awards proměnil dvě z šesti nominací (v kategoriích střih a zvuk).

## Obsazení
| Andrew Garfield   | Desmond T. Doss        |
| Vince Vaughn      | seržant Howell         |
| Sam Worthington   | kapitán Glover         |
| Ryan Corr         | Smitty Riker           |
| Hugo Weaving      | Tom Doss               |
| Ryan Corr         | poručík Manville       |
| Teresa Palmer     | Dorothy Schutte        |
| Rachel Griffiths  | Bertha Doss            |
| Richard Roxburgh  | poručík Stelzer        |
| Luke Pegler       | Milt "Hollywood" Zane  |
| Richard Pyros     | Randall "Teach" Fuller |
| Ben Mingay        | Grease Nolan           |
| Firass Dirani     | Vito Rinnelli          |
| Jacob Warner      | James Pinnick          |
| Goran D. Kleut    | Andy "Ghoul" Walker    |
| Harry Greenwood   | Henry Brown            |
| Damien Thomlinson | Ralph Morgan           |
| Robert Morgan     | poručík Sangston       |
| Nathaniel Buzolic | Harold "Hal" Doss      |
| Ori Pfeffer       | Irv Schecter           |
| Milo Gibson       | Lucky Ford             |
| John Batziolas    | vojín Schulenburg      |
| John Cannon       | plukovník Cannon       |
| Mikael Koski      | vojín Giles            |
| Charles Jacobs    | vojín Webb             |

## Příběh
Film je inspirovaný skutečným příběhem Desmonda Dosse, který jako Adventista sedmého dne odmítal kohokoliv zabít nebo nosit zbraň. Doss sloužil v americké armádě jako neozbrojený zdravotník během bojů o Guam, Filipíny a Okinawu, a jako první a jediný odpírač vojenské služby za druhé světové války obdržel nejvyšší americké vojenské vyznamenání, Medaili cti.

## Přijetí
Film vydělal přes 61 milionů dolarů v Severní Americe a přes 39,9 milionů dolarů v ostatních oblastech, celkově tak vydělal přes 100,9 milionů dolarů po celém světě. Rozpočet filmu činil 40 milionů dolarů. V Severní Americe byl oficiálně uveden 4. listopadu 2016, společně s filmy Doctor Strange a Trollové. Za první víkend docílil třetí nejvyšší návštěvnosti, kdy vydělal 15,2 milionů dolarů. Za druhý víkend film vydělal 10,8 milionů dolarů a získal pátou nejvyšší návštěvnost.V Číně film vydělal za čtyři promítací dny 16 milionů dolarů.
Film získal pozitivní recenze od kritiků. Na recenzní stránce Rotten Tomatoes získal ze 172 započtených recenzí 87 procent s průměrným ratingem 7,2 bodů z deseti. Na serveru Metacritic snímek získal z 48 recenzí 71 bodů ze sta. Na Česko-Slovenské filmové databázi snímek získal 89% a držel se tak na 39. místě žebříčku nejlepších filmů. K dubnu 2020 jeho hodnocení na této platformě kleslo na 83%.

## Ocenění
| Ocenění                                       | Datum ceremoniálu  | Kategorie                                      | Nominovaný                                                                               | Výsledek  |
| --------------------------------------------- | ------------------ | ---------------------------------------------- | ---------------------------------------------------------------------------------------- | --------- |
| AACTA Awards                                  | 7. prosince 2016   | Nejlepší film                                  | Bill Mechanic, David Permut, Paul Currie a Bruce Davey                                   | vítězství |
| AACTA Awards                                  | 7. prosince 2016   | Nejlepší režisér                               | Mel Gibson                                                                               | vítězství |
| AACTA Awards                                  | 7. prosince 2016   | Nejlepší původní scénář                        | Andrew Knight a Robert Schenkkan                                                         | vítězství |
| AACTA Awards                                  | 7. prosince 2016   | Nejlepší herec                                 | Andrew Garfield                                                                          | vítězství |
| AACTA Awards                                  | 7. prosince 2016   | Nejlepší herečka                               | Teresa Palmer                                                                            | nominace  |
| AACTA Awards                                  | 7. prosince 2016   | Nejlepší herec ve vedlejší roli                | Hugo Weaving                                                                             | vítězství |
| AACTA Awards                                  | 7. prosince 2016   | Nejlepší herečka ve vedlejší roli              | Rachel Griffiths                                                                         | nominace  |
| AACTA Awards                                  | 7. prosince 2016   | Nejlepší kamera                                | Simon Duggan                                                                             | vítězství |
| AACTA Awards                                  | 7. prosince 2016   | Nejlepší střih                                 | John Gilbert                                                                             | vítězství |
| AACTA Awards                                  | 7. prosince 2016   | Nejlepší zvuk                                  | Andrew Wright, Robert Mackenzie, Kevin O'Connell, Mario Vaccaro, Tara Webb a Peter Grace | vítězství |
| AACTA Awards                                  | 7. prosince 2016   | Nejlepší produkční design                      | Barry Robinson                                                                           | vítězství |
| AACTA Awards                                  | 7. prosince 2016   | Nejlepší kostýmy                               | Lizzy Gardiner                                                                           | nominace  |
| AACTA Awards                                  | 7. prosince 2016   | Nejlepší masky                                 | Shane Thomas and Larry Van Duynhoven                                                     | nominace  |
| AACTA International Awards                    | 8. ledna 2017      | Nejlepší film                                  | Hacksaw Ridge: Zrození hrdiny                                                            | nominace  |
| AACTA International Awards                    | 8. ledna 2017      | Nejlepší režisér                               | Mel Gibson                                                                               | vítězství |
| AACTA International Awards                    | 8. ledna 2017      | Nejlepší herec                                 | Andrew Garfield                                                                          | nominace  |
| AACTA International Awards                    | 8. ledna 2017      | Nejlepší herečka ve vedlejší roli              | Teresa Palmer                                                                            | nominace  |
| AACTA International Awards                    | 8. ledna 2017      | Nejlepší scénář                                | John Gilbert                                                                             | nominace  |
| American Film Institute                       | 8. prosince 2016   | Nejlepších deset filmů                         | Hacksaw Ridge: Zrození hrdiny                                                            | vítězství |
| Camerimage                                    | 19. listopadu 2016 | Zlatý žabák za nejlepší kameru                 | Simon Duggan                                                                             | nominace  |
| Critics' Choice Awards                        | 11. prosince 2016  | Nejlepší film                                  | Hacksaw Ridge: Zrození hrdiny                                                            | nominace  |
| Critics' Choice Awards                        | 11. prosince 2016  | Nejlepší režisér                               | Mel Gibson                                                                               | nominace  |
| Critics' Choice Awards                        | 11. prosince 2016  | Nejlepší herec                                 | Andrew Garfield                                                                          | nominace  |
| Critics' Choice Awards                        | 11. prosince 2016  | Nejlepší scénář                                | John Gilbert                                                                             | nominace  |
| Critics' Choice Awards                        | 11. prosince 2016  | Nejlepší masky                                 | Hacksaw Ridge: Zrození hrdiny                                                            | nominace  |
| Critics' Choice Awards                        | 11. prosince 2016  | Nejlepší akční film                            | Hacksaw Ridge: Zrození hrdiny                                                            | vítězství |
| Critics' Choice Awards                        | 11. prosince 2016  | Nejlepší herec v akčním filmu                  | Andrew Garfield                                                                          | vítězství |
| Dallas-Fort Worth Film Critics Association    | 13. prosince 2016  | Nejlepší film                                  | Hacksaw Ridge: Zrození hrdiny                                                            | 9. místo  |
| Hollywood Film Awards                         | November 6, 2016   | Nejlepší režisér                               | Mel Gibson                                                                               | vítězství |
| Hollywood Film Awards                         | November 6, 2016   | Nejlepší střih                                 | John Gilbert                                                                             | vítězství |
| Hollywood Film Awards                         | November 6, 2016   | Nejlepší masky                                 | Shane Thomas, Angela Conte, Bec Taylor a Noriko Waztanabe                                | vítězství |
| Hollywood Music in Media Awards               | 17. listopadu 2016 | Nejlepší původní instrumentální hudba ve filmu | Rupert Gregson-Williams                                                                  | nominace  |
| National Board of Review                      | 4. ledna 2017      | Nejlepších deset filmů                         | Hacksaw Ridge: Zrození hrdiny                                                            | vítězství |
| Satellite Awards                              | 19. února 2017     | Nejlepší film                                  | Hacksaw Ridge: Zrození hrdiny                                                            | nominace  |
| Satellite Awards                              | 19. února 2017     | Nejlepší režisér                               | Mel Gibson                                                                               | nominace  |
| Satellite Awards                              | 19. února 2017     | Nejlepší herec                                 | Andrew Garfield                                                                          | vítězství |
| Satellite Awards                              | 19. února 2017     | Nejlepší adaptovaný scénář                     | Andrew Knight a Robert Schenkkan                                                         | nominace  |
| Satellite Awards                              | 19. února 2017     | Nejlepší kamera                                | Simon Duggan                                                                             | nominace  |
| Satellite Awards                              | 19. února 2017     | Nejlepší hudba                                 | Rupert Gregson-Williams                                                                  | nominace  |
| Satellite Awards                              | 19. února 2017     | Nejlepší filmová architektura                  | Barry Robinson                                                                           | nominace  |
| Satellite Awards                              | 19. února 2017     | Nejlepší střih                                 | John Gilbert                                                                             | vítězství |
| Satellite Awards                              | 19. února 2017     | Nejlepší zvuk                                  | Hacksaw Ridge: Zrození hrdiny                                                            | vítězství |
| Screen Actors Guild Award                     | 29. ledna 2017     | Nejlepší herec v hlavní roli                   | Andrew Garfield                                                                          | nominace  |
| Screen Actors Guild Award                     | 29. ledna 2017     | Nejlepší obsazení                              | Hacksaw Ridge: Zrození hrdiny                                                            | vítězství |
| St. Louis Gateway Film Critics Association    | 18. prosince 2016  | Nejlepší střih                                 | John Gilbert                                                                             | 2. místo  |
| St. Louis Gateway Film Critics Association    | 18. prosince 2016  | Nejlepší akční film                            | Hacksaw Ridge: Zrození hrdiny                                                            | nominace  |
| Washington D.C. Area Film Critics Association | 5. prosince 2016   | Nejlepší herec                                 | Andrew Garfield                                                                          | nominace  |
| Zlatý glóbus                                  | 8. ledna 2017      | Nejlepší film (drama)                          | Hacksaw Ridge: Zrození hrdiny                                                            | nominace  |
| Zlatý glóbus                                  | 8. ledna 2017      | Nejlepší herec (drama)                         | Andrew Garfield                                                                          | nominace  |
| Zlatý glóbus                                  | 8. ledna 2017      | Nejlepší režisér                               | Mel Gibson                                                                               | nominace  |